# 曾子晴
曾子晴，香港網絡名人及節目主持人。曾子晴曾經於亞洲電視倒閉前因人手不足而擔任過一次財經節目主播。而當時顧用曾子晴的前亞視財經總監章佳強先生於事後控訴，表示顧用曾子晴為人生之中做過的其中一個最錯決定。

## 經歷
曾子晴曾就讀於香港教育學院（2010至2012年畢業）及香港樹仁大學（2012至2015年5月畢業，新聞與傳播學系畢業後，即投身亞視新聞及公共事務部，並曾經主持新聞節目《理財博客》，於亞視結束免費電視廣播後加入了財經雜誌《炒股幫》。

## 爭議

### 冒認經濟日報理財版記者於新春活動逗利是
2024年新春期間，曾子晴被發現冒認《經濟日報》理財版記者，在未被邀請的情況下，試圖進入地產及傳媒的私人團拜活動「逗利是」，惟被即場拒絕入場。及後有多名財經記者爆料，曾子晴已多次自稱記者走訪各大新春活動及團拜「逗利是」，每當被活動策劃公司的公關質疑其身份時，則即時改稱自己為「專欄作家」。

### 反修例運動期間涉嫌炒賣「我係香港人」字眼T恤
於香港反修例運動期間，有香港設計師設計了一款印有「我係香港人」字眼的T恤，以成本價50元供同路人訂購，但曾子晴其後被發現，抬高價格以100元轉手出售。曾更被踢爆本身親建制，卻扮本土派賣T恤，吃兩家茶禮，遭網民批評「吃人血饅頭」。設計師表示她「亳不知情」，又指曾子晴本身以50元成本價向她購買Tee恤，怒轟對方牟取私利。

### 加入「香港再出發大聯盟」被質疑政治立場
於2020年5月，包括前兩名前特首董建華及梁振英在內的多名重量級親北京派人士牽頭成立「香港再出發大聯盟」，曾子晴亦在其中。於5月5日，她昨日在網上稱「做正確的事問心無愧」，榮幸和李嘉誠共事，但迅即被網民翻舊帳，指她曾在去年反修例示威初期以高價賣「我係香港人」T恤，又曾參加2019年6月16日的反修例遊行，有網民質疑曾子晴現時加入建制聯盟是「假黃絲」，想討好兩邊立場的人。

### 餵貓吃朱古力雪糕惹眾怒
2022年受品牌邀請宣傳雪糕，曾子晴把5秒的影片到社交網站Instagram，影片中卻讓貓隻進食對貓可致命的朱古力，並寫上 「朱古力同雪糕，對貓也是毒藥，但我的貓真的非常喜歡吃。」 ，惹來愛護動物組織及網民批評。